# Lithocarpus glaucus
Lithocarpus glaucus là một loài thực vật có hoa trong họ Cử. Loài này được Chun & C.C.Huang ex H.G.Ye mô tả khoa học đầu tiên năm 2006.